# Liz McClarnon
Liz McClarnon (ur. 10 kwietnia 1981 w Liverpoolu) – brytyjska wokalistka, znana z występów w grupie muzycznej Atomic Kitten. 
W 2006 roku wydała singiel Woman In Love/I Get The Sweetest Feeling. Natomiast rok później ukazał się drugi solowy singiel wokalistki pt. (Don't It Make You) Happy! w z którym marcu 2007 roku brała udział w brytyjskich preselekcjach do Konkursu Eurowizji 2007 w Helsinkach.

## Dyskografia
Atomic Kitten
Solo
- Woman In Love/I Get The Sweetest Feeling (2006, singel)
- (Don't It Make You) Happy! (2007, singel)